# Chondrostoma scodrense
Chondrostoma scodrense es una especie extinta de peces de la familia de los Cyprinidae en el orden de los Cypriniformes.

## Hábitat
Fue un pez de agua dulce.

## Distribución geográfica
Se encontraba en  Albania.